# Báránd
Báránd község Hajdú-Bihar vármegyében, a Püspökladányi járásban.

## Fekvése
A vármegye délnyugati részén, a Nagy-Sárrét északi vidékén fekszik Debrecentől 50 kilométerre. Közigazgatási területe 2014-es statisztikai adatok szerint 4265 hektár.

### Megközelítése
Áthalad rajta a 42-es főút (amely ezen a szakaszon európai útnak is minősül E60-as számozással); ez az út Püspökladánynál ágazik le a Budapesttől Debrecenen át az ukrán határig vezető 4-es főútból és ezen közelíthető meg az ártándi határátkelő is. Áthalad még a településen a 4801-es út is, amely Kabával (és azon keresztül Debrecen térségével) biztosít közúti összeköttetést.
A hazai vasútvonalak közül a MÁV 101-es számú Püspökladány–Biharkeresztes-vasútvonala érinti, ennek révén közvetlen vasúti összeköttetése van mind Budapest, mind az országhatár irányában; a településen a vasútvonalnak egy megállási pontja van, Báránd vasútállomás a belterület északi széle mellett. Közúti elérését a 4801-es útból kiágazó 48 301-es számú mellékút teszi lehetővé.
Bárándot autóbuszjárat köti össze Püspökladánnyal és Földessel is.

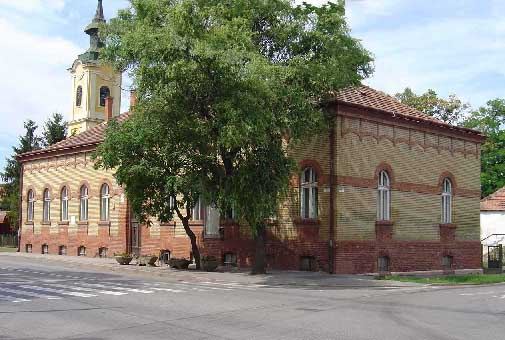
Polgármesteri hivatal

## Története
Báránd már a középkorban a Nagyváradi római katolikus egyházmegye birtoka volt, neve Sarand, Carand, Zarand, Barand változatokban fordult elő.
1332–1336 között már szerepelt a pápai tizedjegyzékben, tehát ekkor már egyháza is volt.
1573-ban Fráter György birtoka volt, aki el akarta cserélni a Bajoniakkal, de a csere elmaradt, és továbbra is a nagyváradi püspök maradt a földesura.
A  19. század elején Bárándon volt a kolozsvár-budapesti gyorskocsi egyik fontos állomása.
Az 1900-as évek elején feljegyezték a település régi dűlőneveit, Inacs-, Kincses-, Papérhát-, Deáksziget- és Peres- dülő nevét.
A 20. század elején Bihar vármegye Sárréti járásához tartozott.
1910-ben 4022 lakosából 4019 magyar volt, ebből 697 római katolikus, 3239 református, 72 izraelita.

## Közélete

### Polgármesterei
| Időszak   | Név               | Jelölő szervezet | Megjegyzés                             |
| --------- | ----------------- | ---------------- | -------------------------------------- |
| 1990–1994 | Farkas Ferenc     | független        |                                        |
| 1994–1998 | Farkas Ferenc     | független        |                                        |
| 1998–2002 | Farkas Ferenc     | független        |                                        |
| 2002–2006 | Kiss Sándor       | Fidesz           |                                        |
| 2006–2010 | Kiss Sándor       | Fidesz           |                                        |
| 2010–2012 | Kiss Sándor       | Fidesz-KDNP      | a képviselő-testület feloszlatta magát |
| 2012–2014 | Dr. Kovács Miklós | független        | Időközi választás: 2012. június 10.    |
| 2014–2019 | Dr. Kovács Miklós | Fidesz-KDNP      |                                        |
| 2019–2024 | Dr. Kovács Miklós | Fidesz-KDNP      |                                        |
| 2024–     | Dr. Kovács Miklós | Fidesz-KDNP      |                                        |

## Népesség
A település népességének változása:
| Lakosok száma | 2667 | 2635 | 2631 | 2414 | 2301 | 2262 | 2234 |
|               | 2013 | 2014 | 2015 | 2021 | 2022 | 2023 | 2024 |

2001-ben a település lakosságának közel 100%-a magyar nemzetiségűnek vallotta magát, de kisebb roma közösség is élt a községben.
A 2011-es népszámlálás során a lakosok 92,1%-a magyarnak, 3% cigánynak, 0,2% németnek, 0,5% románnak mondta magát (7,7% nem nyilatkozott; a kettős identitások miatt a végösszeg nagyobb lehet 100%-nál). A vallási megoszlás a következő volt: római katolikus 8,8%, református 63,5%, görögkatolikus 0,5%, felekezeten kívüli 10,8% (15,8% nem válaszolt).
2014-es statisztikai adatok szerint az akkori lakosságszáma 2635 fő volt, melyből az aktív korúak száma 1976 főt, a fiatalkorúaké 703 főt, az idősekét 597 főt tett ki. A népesség döntő része magyarnak vallotta magát; a foglalkoztatottság mértéke 50% volt.
2022-ben a lakosság 92,9%-a vallotta magát magyarnak, 2,5% cigánynak, 0,2% németnek, 0,1% románnak, 1,3% egyéb, nem hazai nemzetiségűnek (6,9% nem nyilatkozott; a kettős identitások miatt a végösszeg nagyobb lehet 100%-nál). Vallásuk szerint 45,3% volt református, 3,7% római katolikus, 0,4% görög katolikus, 1,1% egyéb keresztény, 0,7% egyéb katolikus, 10,6% felekezeten kívüli (38,2% nem válaszolt).

## Infrastruktúra
A település infrastrukturális ellátottsága nagy fejlődésnek indult. A falun áthaladó nemzetközi főút kedvez a fellendülőben levő falusi turizmusnak. A faluban szinte mind az 1160 lakás be van kapcsolva a vezetékes ivóvízellátásba; vezetékes gázzal a lakások 85%-a, telefonnal, mobiltelefonnal 89-100%-a rendelkezik. A folyékony és szilárd kommunális hulladékot a Berettyóújfalui szemétlerakó telepre szállítják szemétszállító autóval. A burkolt, portalanított utak aránya 37%. A legtöbb útburkolat az utóbbi években[mikor?] készült. 2014-ben kiépült a szennyvízcsatorna-hálózat is. A fejlesztési elképzelések között megkülönböztetett fontosságú az útalapkészítés, útlefedés.  

## Sport
A Bárándi Sport Egyesület fő ágai:
- Futball: Báránd KSE
- Birkózás: Berde László volt birkózó közreműködésével

## Műemlékek
- Református temploma 1612-ben épült. 1775-ben kibővítették. Tornyát néhány évvel később emelték.
- Római katolikus temploma 1747-ben épült, 1891-ben gróf Csáky Miklós költségén kibővítették.
- A főtéren barokk Nepomuki Szent János-szobor, Szent István-szobor, második világháborús hősi emlékmű és  Kossuth-szobor áll.
- A Polgármesteri Hivatal műemléknek előterjesztett épülete 1910-ben épült.

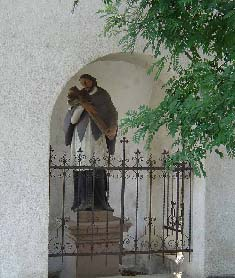
Nepomuki Szt. János szobra
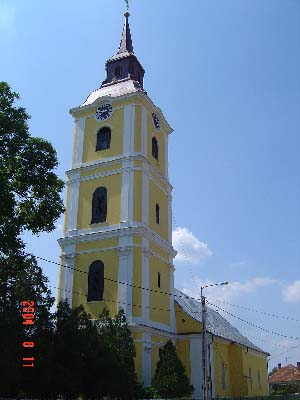
Református templom
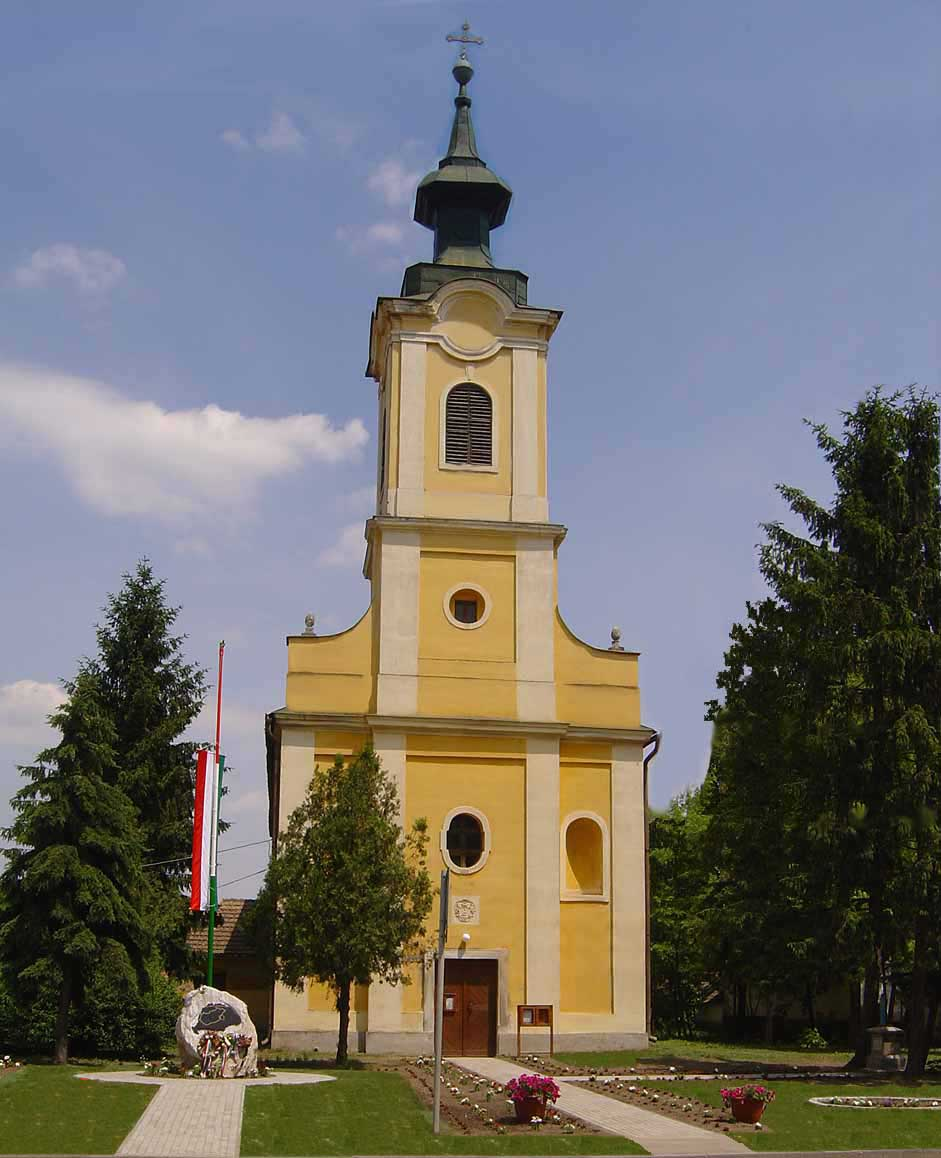
A Nagyboldogasszony tiszteletére 1747 és 1752 között épült bárándi római katolikus templom
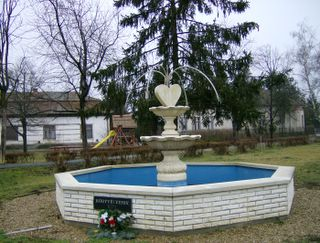
Körtvélyessy-kút Bárándon

## Híres szülöttei
- Futó Dezső (1916–1994) kisgazdapárti politikus
- Balassa Iván (1917–2002) néprajztudós
- Körtvélyessy Magda (1919–2007) festőművész
- Dunkel Lehelné Bottka Vilma (1923- ) iparművész, szövőnő
- Katona Irén (1938- ) óvónő és kulturális segítő pedagógus.
- Kabai Sándor (1946- ) mérnök és számítógépes grafikusművész.

## Testvérvárosai
- Székelyszentistván, Románia
- Páva, Románia
- Belzyce, Lengyelország

## Ajánlott irodalom
- Balassa Iván: Báránd története és néprajza. 1985, Báránd. ISBN 963-023-993-0
- Szűcs Sándor: A régi Sárrét világa. 1992, Budapest. ISBN 963-850-262-2